# 多摩大学附属聖ヶ丘中学校・高等学校
多摩大学附属聖ヶ丘中学校・高等学校（たまだいがくふぞくひじりがおかちゅうがっこう・こうとうがっこう、英：Hijirigaoka Junior & Senior High School）は、東京都多摩市聖ヶ丘四丁目に所在し、中高一貫教育を提供する私立中学校・高等学校。
高等学校では、中学からの進学者と高等学校から入学した外部進学生を混合したクラス編成とする併設混合型中高一貫校。通称は多摩大聖ヶ丘、多摩大聖、たまひじ。

## 概要
1988年（昭和63年）、学校法人田村学園により「聖ヶ丘高等学校」が設立された。翌年4月の多摩大学設置に伴い「多摩大学附属聖ヶ丘高等学校」へと改称、1991年（平成3年）4月に中学校を開校し現在に至る。中学・高校は同校舎内で運営されているほか、同敷地内に多摩大学が設置されている。

## 沿革
- 1988年（昭和63年）- 聖ヶ丘高等学校 開校
- 1989年(平成元年）-4月　 多摩大学開校に伴い、5月　多摩大学附属聖ヶ丘高等学校と改称
- 1991年(平成3年)多摩大学附属聖ヶ丘中学校　開校

## 校風・特色
「自主研鑽」「健康明朗」「敬愛奉仕」の教育目標を掲げ、一学年120名程度の少人数教育を行っている。
学園歌「この輝ける日々よ」は、阿久悠作詞、三木たかし作曲である。
2008年に東大合格者を輩出した後は進学実績においてやや低迷したが2014年以降、図書室の夜間学習開放（8時20分まで）や卒業生が在校生の学習をサポートする「学習コーチャー制度」などの学習支援施策により、30%程度だったGMARCH理科大合格率が4年間で倍増するなど、着実な進学実績の向上が見られる。
「本物から本質に迫る教育」として、中学校では100を超える実験実習がある。その他にも、書写教育では、中学3年までに硬筆書写技能検定・毛筆書写技能検定2級（高校1年の書写選択者には準1級）への合格を目標としている。2011年には毛筆書写技能検定1級に高校1年が合格したほか、成田山競書大会で内閣総理大臣賞を受賞、読売書法展への入選も果たしている。
高校への内部進学基準では、漢検・英検・数検の全て準2級取得を目指すこと、約4000字の卒業論文の提出を必須としている。

## 交通
- 小田急多摩線・京王相模原線永山駅よりバス11分「多摩大学」下車
- 京王線聖蹟桜ヶ丘駅よりバス16分「多摩大学」下車

なお、永山駅・聖蹟桜ヶ丘駅よりスクールバスが運行されている。
また、若葉台駅やはるひ野駅から徒歩で登校する生徒もいる。

## 年間行事
- 4月 - オリエンテーション合宿
- 5月 - 体育祭
- 7月 - A知探Qの夏
- 9月 - 聖祭
- 10月 - 修学旅行・宿泊研修（中2～高2）
- 12月 - 合唱コンクール
- 2月 - 入学試験
- 2-3月 - ニュージーランド修学旅行

### オリエンテーション合宿
千葉県長生郡白子町の宿泊施設において、中学校の新入生を対象に2泊3日の日程で行われている。グループワークなどをすることでお互いの親睦を深めることが目的であり、新入生は原則全員参加である。以前は、長野県茅野市蓼科で行われていた。

### 体育祭
例年5月の第2日曜日に実施される。体育委員会と有志の生徒によって構成される「体育祭実行委員会」の下、中高合同で行われる。生徒は中学1年生次に赤、白、青の3組に振り分けられ、6年間その組に所属する方式をとっている。

### A知探Qの夏
夏休み期間に行われる、体験型のサマーセミナーである。タイトルは「叡知探究」からとられている。通常の授業形式とは違った、アクティビティ・文化体験・フィールドワークや宿泊を伴う講座が、30種類以上用意されており、講座によっては学内の教員だけでなく、大学教員や実務での活躍実績のある者が教員として招聘されることが多い。これまでに開かれた講座の一例として、「被災地医療を考える」、「ブルーベリーの未来」、「伝統芸能を観に行こう」といったものが挙げられる。なお、高校3年生はこれとは別に、8月に「大学受験リレー講座」が実施される。

### 聖祭
例年9月中旬に実施される文化祭である。「聖祭」（ひじりさい）と呼ばれており、会期は2日間である。生徒会役員と有志の学生によって構成される「文化祭実行委員会」が中心となって運営されている。高校3年生は参加しない学生がほとんであるが、有志で企画が実施される場合もある。クラス単位の企画の他に、文化系の各部や一部の運動部、同好会、有志などが参加する。

### 修学旅行・宿泊研修
10月に高校3年生を除く、各学年で修学旅行や宿泊研修などが実施される。中学1年、3年、高校1年生は日帰りで校外学習が行われるが、行き先は年によって異なる。中学2年生は「イングリッシュキャンプ」に参加し、河口湖周辺のホテルで3泊4日宿泊し「英語以外使えない」という状況の下で、英語力の向上を狙う。高校2年生は、修学旅行に行くが学生ごとに3方面に分かれていき、学年合同で行動することはない。

### 合唱コンクール
12月の期末考査後にパルテノン多摩で実施される。中学1年生から高校2年生までが参加し、中学生は課題曲とクラスごとに選定した自由曲、高校生は自由曲のみを歌唱する。クラス対抗であり、優秀なクラスには中学高校別に金、銀、銅賞が授与される。なお、同様に指揮者と伴奏者にも同様の形式で賞が授与される。体育祭や文化祭と同様に、各クラス2名の代表で構成されている「合唱コンクール委員会」が存在するが、委員は合唱コンクール自体の運営よりも、自らのクラスで練習などを仕切り能力向上を目指すのが主な仕事である。以前は11月中旬に実施されていた。

### 入学試験

#### 中学入試
募集人数は120人。入学試験は一般型が5回、適正型が1回あり、一般型は2020年は2月1日（午前、午後）、2月2日（午後）、2月3日（午前）、2月5日（午前）で実施予定である。試験科目は国語、算数、理科、社会の4教科あるいは、国語、算数の2教科であり選択できる（2月2日と3日は2教科のみ）。配点は国語と算数は100点ずつ、理科と社会が50点ずつの300点満点（2教科であれば200点満点）で行なっている。なお、試験で上位5％に入った受験生は特待生に認定される。一方、適正型は試験科目は適正I（作文型）、適正Ⅱ（資料型）であり、公立中高一貫校の問題に準じている。それぞれ100点ずつの200点満点である。

#### 高校入試
募集人数は20人。国語、数学、英語の3教科とグループ面接である。配点は国語と英語と数学が100点ずつの300点満点である。

### ニュージーランド修学旅行
2月下旬から3月上旬にかけて、14日間の日程で行われている。中学3年生が参加し、観光も行うがほとんどの期間をホームステイ先や現地の学校で過ごす。滞在先は北島の北東部である。なお、この行事に先立ち「ニュージーランド直前研修」が行われる。

## 部活動
運動部
- 陸上部
- 野球部
- ダンスドリル部
- 剣道部
- バドミントン部
- 硬式テニス部
- 男子バスケットボール部
- 女子バスケットボール部
- サッカー部
- 水泳部

文化部
- 交通機関研究部
- 自然科学部
- 天文部
- 漫画イラスト研究部
- パソコン部
- 歴史研究部
- 吹奏楽部
- 茶道部
- 囲碁将棋部
- E.S.S部

同好会
- 美術同好会

## 学校関係者と組織

### 関連団体
- 聖会 - 同窓会

### 著名な卒業生
- 隠岐さや香 - 大学教授（科学史）
- 後藤久美子 - 女優
- 小林公太 - プロ野球選手
- 副島成記 - イラストレーター
- 福田秀平 - プロ野球選手
- 望月隆寛 - お笑い芸人（ダニエルズ）